# Counter-Strike: Condition Zero
Counter-Strike: Condition Zero, ou CS:CZ, est un jeu vidéo de tir à la première personne multijoueur en ligne basé sur le jeu d'équipe. Développé par Turtle Rock Studios et édité par Valve Software, le jeu est sorti le 1er mars 2004 sur Windows. Le jeu fait s'affronter une équipe de terroristes et d'antiterroristes au cours de plusieurs manches. Les joueurs marquent des points en accomplissant les objectifs de la carte de jeu et en éliminant leurs adversaires, dans le but de faire gagner leur équipe. Ce jeu est déconseillé aux moins de seize ans. Le jeu est la suite directe de Counter-Strike.

## Contenu
En plus du mode multijoueur similaire au premier Counter-Strike, le jeu comporte également un mode "Campagne" avec différents objectifs comme gagner une manche en moins de 90 secondes ou tuer un ennemi et survivre jusqu'à la fin de la manche. Dans ce mode, le joueur incarne un anti-terroriste. Les missions sont divisées en quatre modes de difficulté (Facile, Normal, Difficile et Élite) eux-mêmes divisés en six "services". Chaque service comporte trois missions.
Dix-huit cartes sont présentes dans le jeu : Italy, Piranesi, Château, Inferno, Stadium, Torn, Office, Aztec, Prodigy, Dust, Dust II, Tides, Aistrip, Cobblestone, Havana, Fastline, Downed et Militia.